# Pontiobates denigratus
Pontiobates denigratus är en kvalsterart som beskrevs av Malcolm Luxton 1989. Pontiobates denigratus ingår i släktet Pontiobates och familjen Parapirnodidae. Inga underarter finns listade i Catalogue of Life.